# Chema de la Peña
Chema de la Peña (Salamanca, 1964) és un economista i director, productor i guionista de cinema espanyol.

## Biografia
Els seus primers contactes professionals amb el món del cinema van ser en 1989 en la "Primera Trobada de cinema" organitzat per la Junta de Castella i Lleó en Palència, impartit per Basilio Martín Patino i José Luis García Sánchez. Aquest mateix any es trasllada a Madrid a finalitzar els seus estudis d'Econòmiques.
El seu primer contacte amb el cinema té lloc al Círculo de Bellas Artes on, a principis dels anys noranta, realitza diversos tallers de direcció amb Berlanga, Gutiérrez Aragón i Trueba.
El setembre del 1993 crea la seva pròpia productora, Artimaña Producciones, i l'any 2000 entra com a soci de la productora Gabriel Velázquez, estret col·laborador de Chema en els seus anteriors projectes.

## Curtmetratges
En 1993 roda el seu primer curtmetratge en 35 mm titulat El negocio es el negocio. El 1995 roda el seu segon curt, Lourdes de segunda mano, que es va estrenar al carrer, en plena Plaça de Callao de Madrid per protestar per la manca de xarxa de distribució d'aquesta mena de pel·lícules. Hi van assistir unes 300 persones. Amb aquest segon treball aconsegueix un inesperat èxit i és seleccionat en més de 25 festivals dins i fora d'Espanya, en els quals aconsegueix fins a nou premis, on destaca el Premi Canal Plus França al millor realitzador al Festival Europeu de Curtmetratges de Brest (França).

## Llargmetratges
En 1999 dirigeix el seu primer llarg, Shacky Carmine, que produeix Fernando Colomo, on tracta els tempteigs amb l'èxit i les drogues d'un grup de rock format per quatre amics.
En 2002 dirigeix la pel·lícula documental De Salamanca a ninguna parte, sobre el cinema espanyol dels anys seixanta, realitzant també la funció de productor. Va estar present en la secció Temps d'Història de la Seminci i va ser nominada per als Goya com a millor documental.
En 2004 dirigeix Isi/Disi, produïda per Lola Films, que esdevindriar la segona pel·lícula espanyola més taquillera d'aquest any.
En 2006 realitza la pel·lícula Sud Express on ens mostra una mirada sobre l'emergent realitat social d'Europa. En la pel·lícula van treballar 72 actors i va ser rodada en 5 idiomes. Va guanyar el premi Signis al Festival Internacional de Cinema de Sant Sebastià.
Al febrer de 2011 estrena la pel·lícula sobre el Cop d'estat a Espanya de 1981 anomenada 23-F: la película, l'argument de la qual recorda al de la tesi que desenvolupa Javier Cercas en el seu llibre Anatomia d'un instant. El 2016 va estrenar Amarás sobre todas las cosas, dirigida i produïda per ell. I el 2020 començarà el rodatge a Salamanca de Luz de silencio, sobre l'estrena de la pel·lícula La bejarana el 1926.

## Filmografia
- El negocio es el negocio (1995)
- Lourdes de segunda mano (1995)
- Shacky Carmine (1999)
- De Salamanca a ninguna parte (2002)
- Isi/Disi. Amor a lo bestia (2004)
- Sud Express (2006)
- Un cine como tú en un país como éste (2010)
- 23-F: la película (2011)
- Próxima estación (2012)
- Amarás sobre todas las cosas (2016)
- Vive por mí (2016)
- De Pedro a Almodóvar